# Dryophthorus
Dryophthorus é um género de escaravelho da família Curculionidae.
Este género contém as seguintes espécies:
- Dryophthorus americanus (Bedel, L., 1885)
- Dryophthorus corticalis (Paykull, 1792)
- Dryophthorus distinguendus Perkins, 1900 †
- Dryophthorus sculpturatus (Wollaston, 1873)